# Sowiecka Formuła 3 Sezon 1973
Sezon 1973 był czternastym sezonem Sowieckiej Formuły 3.
Sezon składał się z trzech eliminacji. Mistrzem został Jurij Andriejew (Estonia 18-Łada).

## Kalendarz wyścigów
| Runda | Data        | Tor     | Pole position | Najszybsze okrążenie | Zwycięzca       |
| ----- | ----------- | ------- | ------------- | -------------------- | --------------- |
| 1     | 3 czerwca   | Mińsk   | ?             | ?                    | Jurij Andriejew |
| 2     | 19 sierpnia | Tallinn | ?             | Władimir Grekow      | Władimir Grekow |
| 3     | 26 sierpnia | Ryga    | ?             | ?                    | Władimir Grekow |

## Klasyfikacja kierowców
| Legenda oznaczeń w tabelach wyników Wyświetl szablon na nowej stronie | Legenda oznaczeń w tabelach wyników Wyświetl szablon na nowej stronie                                                                     |
| Oznaczenie                                                            | Wyjaśnienie |
| --------------------------------------------------------------------- | --- |
| Złoty                                                                 | Zwycięzca lub mistrzostwo |
| Srebrny                                                               | 2. miejsce lub wicemistrzostwo |
| Brązowy                                                               | 3. miejsce lub II wicemistrzostwo |
| Zielony                                                               | Ukończył, punktował (w klasyfikacji generalnej, gdy zdobył co najmniej jeden punkt na przestrzeni sezonu, poza trzema powyższymi opcjami) |
| Niebieski                                                             | Ukończył, nie punktował (w klasyfikacji generalnej, gdy nie zdobył co najmniej jednego punktu na przestrzeni sezonu)                      |
| Czerwony                                                              | Nie zakwalifikował się (NZ) |
| Czerwony                                                              | Nie prekwalifikował się (NPK) |
| Różowy                                                                | Nie ukończył (NU) |
| Różowy                                                                | Niesklasyfikowany (NS) (w klasyfikacji generalnej, gdy nie został sklasyfikowany w żadnym wyścigu sezonu)                                 |
| Czarny                                                                | Zdyskwalifikowany (DK) |
| Czarny                                                                | Wykluczony (WYK/EX) |
| Biały                                                                 | Nie wystartował (NW) |
| Biały                                                                 | Kontuzjowany (K/INJ) |
| Biały                                                                 | Wyścig odwołany (OD/C) |
| Bez koloru                                                            | Został wycofany (WYC/WD) |
| Bez koloru                                                            | Nie przybył (NP/DNA) |
| Bez koloru                                                            | Nie brał udziału w treningach (NT/DNP) |
| Bez koloru                                                            | Nie został zgłoszony (–) |
| Pogrubienie                                                           | Start z pole position |
| Kursywa                                                               | Najszybsze okrążenie wyścigu |
| †                                                                     | Nie ukończył, ale jego rezultat został zaliczony ze względu na przejechanie więcej niż 90% dystansu wyścigu.                              |
| *                                                                     | Sezon w trakcie |
| 1/2/3                                                                 | Punktowana pozycja w sprincie kwalifikacyjnym                                                                                             |
| Lista systemów punktacji Formuły 1                                    | |

| Poz. | Kierowca            | Zespół            | MSK | TAL | RGA | Punkty |
| ---- | ------------------- | ----------------- | --- | --- | --- | ------ |
| 1    | Jurij Andriejew     | DOSAAF Moskwa     | 1   | 4   | 4   | 242    |
| 2    | Władimir Grekow     | Spartak Krasnodar | 10  | 1   | 1   | 238    |
| 3    | Jukk Reintam        | Kalev Tallinn     | 3   | 3   | 3   | 237    |
| 4    | Władisław Barkowski | Spartak Moskwa    | 4   | 5   | 2   | 224    |
| 5    | Enn Griffel         | Kalev Tallinn     | NU  | 2   | 5   | 153    |
| 6    | Walerij Łukaszewicz | DOSAAF Mińsk      | 5   | 13  | 6   | 150    |
| 7    | Otomar Õunas        | Kalev Tallinn     | 6   | 8   | 12  | 137    |
| 10   | Heido Karu          | Kalev Tallinn     | NU  | 6   | ?   | 112    |
| 17   | Valter Kaarneem     | DOSAAF Tallinn    | NU  | ?   | ?   | 38     |
| 20   | Juri Hints          | Kalev Tallinn     | ?   | NU  | ?   | 18     |